# Ieva Zasimauskaitė
Ieva Zasimauskaitė (født 2. juli 1993) er en litauisk sanger, som repræsenterede Litauen ved Eurovision Song Contest 2018 med sangen "When We're Old". Hun opnåede en 12. plads i finalen.